# Polychaeton tenellum
Polychaeton tenellum är en svampart som först beskrevs av Pier Andrea Saccardo, och fick sitt nu gällande namn av D.R. Reynolds 20 10. Polychaeton tenellum ingår i släktet Polychaeton och familjen Capnodiaceae.   Inga underarter finns listade i Catalogue of Life.